# George Lansing Raymond

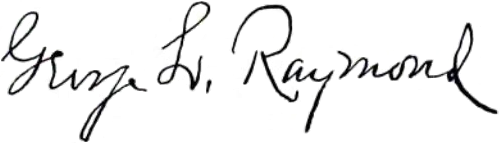
Firma di George Lansing Raymond

George Lansing Raymond (Chicago, 3 settembre 1839 – Washington D.C., 11 luglio 1929) è stato un docente e scrittore statunitense, candidato al premio Nobel per la letteratura sette volte.

## Biografia

### Primi anni di vita
Raymond nacque a Chicago il 3 settembre 1839, figlio di Benjamin Wright Raymond, due volte sindaco della città dell'Illinois. Studiò alla Phillips Academy, Andover, diplomandosi nel 1858, al Williams College, dove fu membro della Kappa Alpha Society, e al Princeton Theological Seminary.

### Carriera
Raymond fu autore di una teoria sistematica dell'arte pubblicata da G.P. Putnam, pubblicato in sette volumi durante il periodo dal 1886 al 1900, e ripubblicato come una serie di volumi uniformi nel 1909. Inoltre fu pubblicato un ottavo volume, come riassunto dei sette volumi, intitolato Essentials of Esthetics. Un volume di estratti dei suoi sette libri, curato dalla studiosa classica Marion Mills Miller, fu pubblicato anche da Putnam nel 1920.
Raymond era un teorico dell'arte che creò la prima teoria completa e sistematica delle arti. Il New York Times affermò al riguardo: "Con uno spirito allo stesso tempo scientifico e quello del vero artista, egli penetra attraverso le manifestazioni dell'arte fino alle loro fonti e mostra le relazioni, intime ed essenziali, tra pittura, scultura, poesia, musica e architettura."
Tra il 1881 e il 1905 fu un eminente professore di critica estetica all'Università di Princeton.
Ha anche lavorato come professore alla George Washington University (D.C.) e al Williams College (la sua alma mater).
Venne candidato al premio Nobel per la letteratura sette volte, nel 1906, 1907, 1908.

### Vita privata
Sposò Mary Elizabeth Blake il 31 luglio 1872 e ebbero un figlio.
Morì al Garfield Hospital di Washington, DC, l'11 luglio 1929.

## Opere
Tutti i lavori sono pubblicati da G.P. Putnam's Sons, New York. Questo è un elenco dei lavori di Raymond limitato all'estetica.
- 1886 – Poetry as a Representative Art (ristampato 1909)
- 1893 – Genesis of Art Form (ristampato 1909)
- 1894 – Art in Theory (ristampato 1909)
- 1894 – Rhythm and Harmony in Poetry and Music; Music as a Representative Art (ristampato 1909)
- 1895 – Painting, Sculpture and Architecture as Representative Arts (ristampato 1909)
- 1899 – Proportion and Harmony of Line and Color in Painting, Sculpture and Architecture (ristampato 1909)
- 1900 – Representative Significance of Form (ristampato 1909)
- 1906 – Essentials of Esthetics (ristampato 1909? e 1921) Libro di testo riassuntivo dei primi sette volumi
- 1920 – An Art Philosopher's Cabinets (ristampato 1926?) a cura di Marion Mills Miller